# Робинсон, Давид Вениаминович
Дави́д Вениами́нович Робинсо́н (31 мая 1930, Ленинград — 31 июля 1992, Санкт-Петербург) — советский механик-технолог, коллекционер, знаток и исследователь медальерного искусства, филателист. Один из основателей ленинградского Клуба Медали и один из организаторов двух первых выставок медальеров Ленинграда. Автор множества статей и нескольких книг посвящённых медальерам и медальерному искусству, в том числе справочника «Монограммы, инициалы и клейма в советском медальерном искусстве. 1917—1991». Награждён золотой медалью итальянского журнала «Italia numismatica».

## Биография
Родился в интеллигентной еврейской семье. Его отец, Вениамин Александрович Робинсон, работал в Мариинском театре.
В начале Великой Отечественной войны семья была эвакуирована в Самарканд, где юный Давид приобщился к коллекционированию. После войны семья вернулась в Ленинград, где Давид окончил школу.
В 1948 году он поступил в Ленинградский технологический институт, а в 1953 году он завершил обучение на механическом факультете этого института, получив специальность «механик-технолог химического оборудования». Через несколько лет Робинсон начал работать на руководящих должностях в строительных организациях Ленинграда. На пенсию он вышел с должности начальника отдела института «Ленпроект».
Хотя Робинсон успешно трудился на всех занимаемых им должностях и являлся уважаемым специалистом, его подлинные интересы находились за рамками служебной деятельности и были полностью связаны с коллекционированием.

## Коллекционирование
В юности Давид коллекционировал почтовые марки. Затем он увлёкся цирком и лет 10—15 собирал афиши, буклеты и другие материалы, посвящённые цирковому искусству. Как филателист собрал также отличную коллекцию картмаксимумов с изображением шедевров мировой живописи.
Примерно с начала 1960-х годов коллекционирование памятных медалей становится главным направлением его интересов.
Увлекшись медальерным искусством, он начал собирать не только медали, но и газетные и журнальные вырезки о художниках и их работах, каталоги, буклеты и другие документы, касающиеся медальерного дела. Все это он тщательно каталогизировал. Картотека со временем расширялась и превратилась в уникальную информационную систему, помогающую найти нужную информацию за считанные минуты. По существу, был собран и обработан материал для «Энциклопедии медальерного искусства», которая так и не была составлена из-за безвременной кончины её создателя. Особо следует упомянуть собранные Робинсоном сведения о монограммах и клеймах медальеров. На основе этих материалов был издан уникальный справочник «Монограммы, инициалы и клейма в советском медальерном искусстве. 1917—1991». В предисловии к нему доктор искусствоведения Е. С. Щукина писала:
Публикация этого справочника крайне желательна, так как поможет научному освоению солидного фонда медалей этого времени, созданных на территории бывшего Советского Союза. Миниатюрные размеры медалей заставляют их авторов подписываться монограммами, раскрытие которых без специального пособия становится все более затруднительным даже для специалистов, не говоря о многочисленных любителях.
О предмете своего увлечения сам Робинсон в одной из последних своих статей писал так:
Медаль — это самый высокий вид изобразительного искусства. Можно быть хорошим рисовальщиком, прекрасным скульптором, великолепным гравёром, блестящим прикладником и даже живописцем, но чтобы создать полноценную памятную медаль, нужно обладать в полной мере всем этим комплексом художественных способностей, добавив к ним ещё и обширные знания в истории и культуре.
Д. Робинсон был знаком с большинством ведущих медальеров страны — И. Дараганом, М. Сальманом, А. Королюком, Л. Квелидзе, В. Акимушкиным, Я. Струпулисом, В. Зейле и многими другими. Они посвящали его в свои замыслы, советовались, присылали авторские экземпляры будущих работ. Известный коллекционер медалей Б. Воскобойник в своей статье «О дорогом человеке» писал:
Робинсон часто и бескорыстно помогал как известным мастерам, так и начинающим медальерам. Маститым он зачастую подсказывал темы медалей, тщательно и компетентно подбирал для них иконографический материал и, что самое трудное, „пробивал“ тиражирование медалей в высоких инстанциях. Молодым он помогал сохранить первые работы, отливая за свой счет в бронзе их гипсовые модели.
Е. С. Щукина так охарактеризовала деятельность Робинсона:
Человек редких душевных качеств, он был центром, к которому тянулись сердца любителей и творцов медалей, тем золотым звеном, которое не давало распасться единству людей, увлечённых общим делом.

## Общественная деятельность
Д. В. Робинсон был членом французского Клуба Медали, финской Гильдии Медальерного Искусства, одним из основателей ленинградского Клуба Медали. Первая и вторая выставки медальеров Ленинграда были организованы при его активном участии.
Награждён золотой медалью итальянского журнала «Italia numismatica».

## Избранные труды
Робинсоном опубликовано несколько монографий и более 100 статей в советских, итальянских, чешских, финских, бельгийских, американских газетах и журналах. Ниже в хронологическом порядке перечисляются некоторые его публикации:
- Veliky sovetsky medailer N. A. Sokolov. — Hradec Kralove, 1974.
- Ламара Квелидзе. Каталог выставки медалей. — Тбилиси: Государственный музей искусств Грузии, 1979.
- Совместно с А. Гдалиным: К. Маркс и Ф. Энгельс в медальерном искусстве // Советский коллекционер. — 1983. — Вып. 21; 1984. — Вып. 22. [Каталог.]
- Совместно с А. Гдалиным: Пушкин в произведениях медальерного искусства // Советский коллекционер. — 1985. — Вып. 23; 1986. — Вып. 24; 1987. — Вып. 25; 1988. — Вып. 26; 1990. — Вып. 27. [Каталог.]
- Совместно с С. Петровым: «Серебряный век» русской культуры в медальерном искусстве. — СПб.: Миниатюра, 1991. [Каталог.]
- Робинсон Д. В. Николай Носов. Скульптор, медальер, гравер. — СПб.: Миниатюра, 1992. — 32 с.
- Робинсон Д. В. Монограммы, инициалы и клейма в советском медальерном искусстве. 1917—1991. — СПб.: Банк «Петровский», 1994. — 123 с.